# Håkan Hansson
Olof Håkan Hansson (* 15. Februar 1964 in Berg, Jämtlands län) ist ein ehemaliger schwedischer Freestyle-Skier. Hansson war auf die Buckelpisten-Disziplin Moguls spezialisiert. In dieser Disziplin gewann er 1988 den olympischen Demonstrationswettbewerb, der auch als Weltmeisterschaft gewertet wurde. Im Weltcup gelangen ihm sechs Platzierungen unter den besten zehn.

## Biografie

### Sportliche Laufbahn
Håkan Hansson wuchs im Dorf Vattviken in der Gemeinde Berg auf. Gemeinsam mit seinem eineiigen Zwillingsbruder Örjan († 2005) begann er im Alter von 14 Jahren in Klövsjö mit dem Freestyle-Skiing auf der Buckelpiste. 1979 zog das Brüderpaar im Hinblick auf eine professionelle Skikarriere in das rund 100 Kilometer entfernte Åre.
1983 gewann Hansson bei den Juniorenweltmeisterschaften in La Clusaz die Moguls-Bronzemedaille. Im März 1984 gab er in Sälen sein Debüt im Freestyle-Skiing-Weltcup und belegte auf Anhieb Rang zehn. Danach trat er auf diesem Niveau nur vereinzelt zu Wettkämpfen an. Bei den ersten Weltmeisterschaften in Tignes kam er über Rang 18 nicht hinaus. Am Ende der Saison gewann er den schwedischen Meistertitel auf der Buckelpiste. Nach mehreren Platzierungen außerhalb der Punkteränge erreichte er im Spätwinter 1987 seine vorerst besten Weltcup-Resultate mit sechsten Rängen in Mariazell und am Oberjoch. Sein bestes Ergebnis gelang ihm im Januar 1988 in Inawashiro mit Platz fünf. Bei den Olympischen Winterspielen in Calgary, wo Moguls erstmals als Demonstrationswettbewerb ausgetragen wurde, gewann Hansson überraschend die Goldmedaille. Später gab er an, von den kalten, harten Pistenbedingungen profitiert zu haben und nannte den unerwarteten Sieg einen „Glücksfall“.
Nur einen Monat nach seinem größten Karriereerfolg trat er vom Leistungssport zurück.

### Weitere Karriere
Nach seiner aktiven Laufbahn war Håkan Hansson 14 Jahre lang als Verkaufs- und Marketingmanager für die Outdoor-Bekleidungsmarke Peak Performance tätig. In den 90er-Jahren übernahmen Håkan und sein Bruder Örjan, der ebenfalls im Freestyle-Weltcup gestartet war, ein Sportgeschäft im Zentrum von Åre. Daneben begann er, als Agent für Skisportler zu arbeiten und kümmerte sich in dieser Funktion unter anderem um das Aushandeln von Sponsorenverträgen. Nachdem sein Bruder 2005 einer Krebserkrankung erlegen war, führte Hansson das Geschäft bis 2014 allein weiter. Nach dem Verkauf widmete er sich vermehrt seiner Agententätigkeit und betreute etwa Jon Olsson und die 2016 verunglückte Matilda Rapaport. An seinem langjährigen Wohn- und Wirkungsort Åre war Hansson Marketingchef der alpinen Skiweltmeisterschaften 2019.

## Erfolge

### Olympische Spiele
- Calgary 1988: 1. Moguls (Demonstrationswettbewerb)

### Weltmeisterschaften
- Tignes 1986: 18. Moguls
- Calgary 1988: 1. Moguls

### Weltcupwertungen
| Saison  | Gesamt | Gesamt | Moguls | Moguls |
| Saison  | Platz  | Punkte | Platz  | Punkte |
| ------- | ------ | ------ | ------ | ------ |
| 1984    | 78.    | 3      | 35.    | 16     |
| 1984/85 | 86.    | 3      | 37.    | 19     |
| 1986/87 | 56.    | 9      | 22.    | 64     |
| 1987/88 | 48.    | 13     | 15.    | 92     |

### Weitere Erfolge
- 1 schwedischer Meistertitel (Moguls 1986)[4]
- Bronze bei den Juniorenweltmeisterschaften 1983